# Tobias Kempe
Pour les articles homonymes, voir Kempe.
Tobias Kempe, né le 27 juin 1989 à Wesel, est un footballeur allemand qui évolue aux postes de milieu droit ou d'attaquant au SV Darmstadt 98.

## Biographie
Tobias Kempe est formé au Borussia Mönchengladbach puis au Werder Brême.
En 2010, il est transféré à l'Erzgebirge Aue, club de deuxième division. Il rejoint en 2012 le SC Paderborn 07, toujours en deuxième division.
Il est acheté par le Dynamo Dresde en janvier 2013.